# Shimosuwa
Shimosuwa (japanska: 下諏訪町?, Shimosuwa-machi) är en landskommun (köping) i Nagano prefektur i Japan.  